# Schohaus
Das Schohaus war das Versammlungshaus der Gesamtgildemeister in Münster. Erbaut 1525, wurde es bei Luftangriffen auf Münster im Zweiten Weltkrieg  zerstört. Es lag am Alten Fischmarkt 27 in der Nähe zur Lambertikirche.

## Bedeutung
Im Schohaus trafen sich je zwei Meister der Gilden, im Untergeschoss befand sich eine 165 m² große Halle für Versammlungen. Es war auch Beschauungsstätte („Schauhaus“) der Waren der Handwerksmeister, um hohe Qualitätsstandards zu erschaffen und zu erhalten. Weiterhin wurden dort die Wappentafeln der einzelnen Gilden aufbewahrt, was den symbolischen Wert des Schohauses weiter erhöhte. Es erreichte zwar nicht die Erscheinung des repräsentativen Krameramtshauses, es war aber von herausragender Bedeutung für den Einfluss und den großen Geltungsbereich der Gilden.